# Jean Lee Latham
Pour les articles homonymes, voir Latham (homonymie).
Jean Lee Latham, née le 19 avril 1902 et morte le 13 juin 1995, est une écrivaine américaine, spécialisée dans les biographies romancées à destination des enfants et des jeunes adultes. Elle a parfois écrit en utilisant un nom de plume : Janice Gard ou Julian Lee. 

## Biographie
Jean Lee Latham est née à Buckhannon, dans l’État de Virginie-Occidentale, en avril 1902. Issue d'une fratrie de quatre enfants, elle a deux frères et une sœur. Elle commence l'écriture lors de ses études au Wesleyan College de Virginie Occidentale (en) en commençant par écrire des pièces de théâtre. Elle en sortira avec un baccalauréat universitaire en lettres en 1925 et continue ses études à l'Ithaca College (en) jusqu'en 1928. Elle obtiendra une maîtrise universitaire ès lettres de l'Université Cornell en 1930.
Son premier livre sort en 1935, mais ce n'est que dix-huit ans plus tard qu'elle écrit son premier livre pour enfants. Elle se spécialise dans les fictions historiques et plus particulièrement dans la biographie de personnes célèbres de l'histoire américaine comme Eli Whitney, Rachel Carson, Samuel Houston, David Farragut... Elle reçoit la médaille Newbery en 1956, prix littéraire récompensant le meilleur livre pour enfants, pour son roman sorti l'année précédente : Carry On, Mr. Bowditch. Le roman est la biographie de Nathaniel Bowditch (1773-1838), marin et mathématicien américain.
En parallèle de ses romans, elle continue d'écrire des pièces de théâtre sous les pseudonymes de Janice Gard ou Julian Lee.
Elle meurt en 1995 à l'âge de 93 ans.

## Œuvres
Liste non exhaustive :
- (en) The story of Eli Whitney, 1953
- (en) Carry on, Mr. Bowditch, 1955, fiction historiqueMédaille Newbery de 1956
- (en) Trail blazer of the seas, 1956
- (en) This dear-bought land, 1957
- (en) On stage, Mr. Jefferson!, 1958
- (en) Young man in a hurry; the story of Cyrus W. Field, 1958
- (en) Drake, the man they called a pirate, 1960
- (en) The cuckoo that couldn't count, 1961
- (en) The dog that lost his family, 1961
- (en) Samuel F. B. Morse, artist-inventor, 1961
- (en) Man of the Monitor: the story of John Ericsson, 1962
- (en) Eli Whitney, great inventor, 1963
- (en) George Goethals, Panama Canal engineer, 1965
- (en) Retreat to glory: the story of Sam Houston, 1965
- (en) Sam Houston, hero of Texas, 1965
- (en) David Glasgow Farragut, our first admiral, 1967
- (en) Anchor's aweigh : the story of David Glasgow Farragut, 1968
- (en) Far voyager: the story of James Cook, 1970
- (en) Rachel Carson: who loved the sea, 1973
- (en) What Tabbit the Rabbit found, 1974
- (en) Elizabeth Blackwell, pioneer woman doctor, 1975

## Prix et distinctions
- 1956 : (international) « Honour List »[4], de l' IBBY, pour Carry on, Mr. Bowditch
- 1956 : Médaille Newbery  pour Carry on, Mr. Bowditch